# The Man with the Golden Arm
The Man with the Golden Arm is een Amerikaanse dramafilm uit 1955 onder regie van Otto Preminger. De hoofdrollen waren voor Frank Sinatra, Eleanor Parker, Kim Novak, Arnold Stang en Darren McGavin.
Het scenario is gebaseerd op de gelijknamige roman van Nelson Algren uit 1949 en gaat over een gewezen drugsverslaafde die probeert weer een normaal leven te leiden. Midden jaren vijftig was het onderwerp drugs nog een taboe in Amerikaanse films. The Man with the Golden Arm kwam dan ook niet door de filmindustrie zelf ingestelde censuur en verscheen zonder goedkeuring van de zogenaamde Hays Code van de Motion Picture Association of America (MPAA). Dat veel filmtheaters de film desondanks toonden, markeerde het begin van een versoepeling van de strenge eisen van de productiecode en zou de weg vrij maken voor films met onderwerpen als ontvoering, abortus, narcotica en prostitutie.
Ondanks het grimmige onderwerp was de film een doorslaand succes en bracht 41 miljoen dollar op. Ook de kritiek prees de film als 'hard maar eerlijk'. De rol van Sinatra als drugsverslaafde leverde hem een Oscar- en Baftanominatie voor Beste Acteur op.  De film werd genomineerd voor nog twee Oscars.

## Verhaal
De voormalige kaartspeler Frankie Machine wordt vrijgelaten uit de gevangenis. Hij heeft zes maanden gezeten en is afgekickt van zijn drugsverslaving. In de gevangenis heeft hij een drumstel gekregen en wil zich daarmee losmaken uit het misdadige milieu van zijn oude buurt. Ooit was hij dealer bij grootscheepse pokerspelen georganiseerd door de crimineel Zero Schwiefka, maar nu wil hij auditie doen bij een jazz big band. Een gratis drugsdosis, aangeboden door zijn oude leverancier Louie slaat hij af en gaat naar huis. Zijn vrouw Zosh zit een rolstoel na een ongeluk. Ze is zo wanhopig haar Frankie te verliezen dat ze hem manipuleert en inspeelt op zijn schuldgevoel. Het was Frankie die in een dronken bui het ongeluk heeft veroorzaakt. Zosh wil niet dat haar man gaat drummen maar Frankie zet zijn zin door. Hij vraagt zijn vriend Sparrow om een pak voor hem te vinden en maakt een afspraak met theateragent Harry Lane. Schwiefka die boos is omdat Frankie weigert terug te komen, doet aangifte van een gestolen kostuum. Frankie en Sparrow worden gearresteerd en opgesloten. Schwiefka biedt aan om de borg te betalen op voorwaarde dat Frankie weer als dealer optreedt bij de pokerspelen. Door zijn manier van het geven van kaarten heeft de laatste de bijnaam 'de man met de gouden arm' gekregen en Schwiefka wil hem dolgraag terug. Vernederd gaat Frankie naar een bar waar hij Molly weer ontmoet. Hij is verliefd op het meisje, maar zijn schuldgevoel tegenover Zosh heeft hem al die jaren bij haar weggehouden. Ook Molly zit vast aan haar vriend Drunky John. Niet lang daarna doet Frankie auditie bij Lane die belooft uit te kijken naar een plaatsje bij een band. Er gaat echter een week voorbij zonder een bericht van Lane en Frankie raakt depressief. Via Louie gaat hij weer drugs gebruiken. Niet lang daarna belt Lane toch en belooft hem een auditie bij de band van Shorty Rogers. Schwiefka en Louie hebben echter Frankie nodig. Ze hebben twee grote pokerspelers binnengehaald op voorwaarde dat Frankie optreedt als dealer. Omdat hij het geld nodig heeft, geeft Frankie toe. Aanvankelijk weet hij alles te winnen voor Schwiefka, maar zijn verslaving speelt op. De andere spelers zien dat hij vals speelt en Frankie raakt alles weer kwijt. Als hij Louie om drugs vraagt, weigert die, waarop Frankie hem in elkaar slaat. Hij doorzoekt Louie's flat op zoek naar drugs. Uitgeput van dagen kaartspelen en met ontwenningsverschijnselen verprutst Frankie vervolgens zijn auditie. Intussen is Louie op weg naar Frankie's huis om verhaal te halen. Hij loopt het huis binnen en ziet Zosh zonder rolstoel. Het blijkt dat ze al jaren geleden is genezen maar nog altijd doet alsof ze kreupel is. Als Louie dreigt haar te verraden duwt de wanhopige Zosh Louie van de trap. Niet lang daarna hoort Frankie dat de politie hem verdenkt van de moord op Louie. Hij vlucht naar Molly die hem overtuigen kan dat hij eerst moet afkicken wil hij de politie goed te woord kunnen staan. Niet lang daarna komt de politie naar het huis van Frankie waar ook Zosh en Molly zijn. Als Frankie zegt dat hij met Molly weg wil, springt Zosh woedend overeind. Iedereen realiseert zich nu dat Zosh Louie heeft vermoord. Voordat ze echter kan worden gearresteerd springt Zosh van het balkon. Frankie rent naar beneden en houdt de stervende Zosh in zijn armen. Als ze is gestorven loopt Frankie samen met Molly weg.

## Rolverdeling
| Acteur          | Personage        |
| --------------- | ---------------- |
| Frank Sinatra   | Frankie Machine  |
| Eleanor Parker  | Zosh Machine     |
| Kim Novak       | Molly            |
| Arnold Stang    | Sparrow          |
| Darren McGavin  | Louie            |
| Robert Strauss  | Schwiefka        |
| John Conte      | Drunky           |
| Doro Merande    | Vi               |
| George E. Stone | Sam Markette     |
| George Mathews  | Williams         |
| Leonid Kinskey  | Dominiwski       |
| Emile Meyer     | Detective Bednar |

## Achtergrond

### Voorgeschiedenis
In 1949 publiceerde Nelson Algren zijn roman The Man with the Golden Arm. Het boek won de eerste editie van de National Book Award en werd een bestseller. Het gold echter als onverfilmbaar vanwege de onversneden inhoud met betrekking tot drugs. Toch verwierf producent Bob Roberts samen met acteur John Garfield in november 1949 de filmrechten. Garfield zou Frankie Machine spelen. Scenarist Paul Trivers werd samen met Algren aangetrokken voor het scenario en Robert Aldrich voor de regie. Een voltooid scenario werd in februari 1950 voorgelegd aan de Production Code Adminstration (PCA). De PCA controleerde al vanaf 1934 of films voldeden aan de productiecode, de door de filmindustrie in het leven geroepen zelfcensuur. In maart 1950 kreeg Roberts van de PCA te horen dat het verhaal niet acceptabel was vanwege de verwijzingen naar illegale drugs. Volgens de PCA was het scenario zo gebaseerd op drugsgebruik dat het niet mogelijk was om er een acceptabel alternatief verhaal voor te vinden. Zonder de acceptatie van de PCA in de vorm van een productiecodegoedkeuring kon de film niet worden verhuurd aan de bioscopen. In 1952 overleed John Garfield aan een hartaanval en Otto Preminger kocht de rechten van The Man with the Golden Arm. Hij tekende een overeenkomst met United Artists om de film te distribueren. De studio hield echter een slag om de arm, als de film de PCA goedkeuring niet zou kriigen zou men van het contract afzien. Preminger ging akkoord en gaf aan dat hij desnoods zelf een distributiebedrijf zou opzetten om de film in de theaters te krijgen.

### Scenario
Het definitieve scenario werd geschreven door Walter Newman en Lewis Meltzer. Newman zou later echter protesteren tegen de vermelding van Meltzer op de aftiteling. Volgens hem had hij het scenario alleen geschreven. Toen zijn claim werd afgewezen door de Writers Guild of America (WGA) bracht hij de zaak voor de rechtbank. Ook daar haalde hij bakzeil. Het scenario verschilt nogal van het boek. In het boek gebruikt Frankie morfine, in de film is het niet duidelijk welke drug hij gebruikt, maar het is vermoedelijk heroïne. De morfineverslaving van Frankie uit het boek is ontstaan toen hij als soldaat gewond raakte tijdens de Tweede Wereldoorlog en morfine kreeg toegediend. In de film wordt Frankie's diensttijd vrijwel niet genoemd en er wordt geen verbinding gelegd tussen de verslaving en een eventuele verwonding. In het boek is het Frankie die Louie vermoord en niet Zosh. De laatste is in het boek echt invalide, als is het gedeeltelijk psychosomatisch. Ze gaat ook niet dood, maar wordt opgesloten in een krankzinnigeninrichting. Molly wordt gearresteerd voor het geven van onderdak aan de gezochte Frankie. Aan het eind van het boek is het niet Zosh die zelfmoord pleegt maar Frankie.

## Acteurs
Aanvankelijk wilde Preminger William Holden in de rol van Frankie, maar zag daar vanaf. De rol van Frankie Machine werd daarna aan zowel Marlon Brando als Sinatra aangeboden. Sinatra was nog altijd boos op Brando omdat de laatste hem had verslagen bij de keuze voor de hoofdrol in de film On the Waterfront. Terwijl Brando nog het scenario las, deed Sinatra al auditie voor de rol zonder veel van tekst van het scenario te hebben gelezen. Hij werd desondanks gelijk aangenomen en Brando viste achter het net.
Het was de bedoeling dat Barbara Bel Geddes een van de vrouwelijke hoofdrollen zou spelen (Zosh of Molly). Bel Geddes speelde op dat moment echter mee in de Broadwayproductie van Cat on a Hot Tin Roof en kreeg geen vrij om in de film te spelen. Nadat Bel Geddes afviel leende Preminger Eleanor Parker van Metro Goldwyn Mayer voor de rol van Zosh en Kim Novak van Columbia voor Molly. Ray Middleton en Raymond Burr waren in de race voor de rol van Zero Schwiefka, maar uiteindelijk ging de rol naar Robert Strauss.  

### Productie
Preminger was gedreven om de film tot in de details uit te werken. Hij liet Sinatra ter voorbereiding op zijn rol diverse klinieken bezoeken waar drugsverslaafden werden geholpen. Sinatra was met name geïnteresseerd in het proces van 'cold turkey'. Bij cold turkey wordt in een keer gestopt met het gebruik van drugs, zonder "af te bouwen" en zonder middelen te gebruiken die de ontwenningsverschijnselen kunnen remmen. De benaming betekent: "koude kalkoen" en refereert aan hoe de huid van een drugsverslaafde eruitziet, als kippenvel, wanneer hij probeert af te kicken. Preminger huurde ook een arts in die er op moest toezien dat alle scènes waarin narcotica een rol speelde overeenkwamen met de werkelijkheid. Maar ook voor andere disciplines huurde hij specialisten in. Drummer Shelly Manne moest SInatra leren hoe hij moest drummen, terwijl Charles E. Miller, een goochelaar en illusionist hem leerde de kaarten te geven op een aparte manier. Sinatra claimde overigens zelf dat bij de close-ups van de handen van Frankie, niet zijn handen te zien zijn, maar die van Milton Berle. De casinoscènes werd gecontroleerd door Jack Entratter, een van de directeuren van het Sands Casino in Las Vegas. Preminger ging zelfs zo ver dat hij de gepensioneerde politieman Tom Bailey inhuurde om de gevangenisscènes op realisme te controleren. Afgezien van wat scènes op het buitenterrein werd de hele film in de RKO studio opgenomen. Preminger wist dat Sinatra weinig ophad met repeteren en graag alles snel opnam. Desondanks wist de regisseur/producent Sinatra te overtuigen dat repeteren wel degelijk zijn vruchten afwierp. De acteur kreeg er lol in en was erg vriendelijk tegenover de nerveuze Kim Novak, die nogal ondruk was van de grote acteur/zanger. Hij klaagde zelfs niet als de opnamen soms vijfendertig keer over moesten. Ook tussen Preminger en Sinatra waren weinig problemen, ze gingen vriendelijk met elkaar om. Sinatra begon Otto bij zijn tweede naam 'Ludwig' te noemen en sprak die naam expres verkeerd uit als 'Ludvig'. Preminger sloeg terug en noemde Sinatra 'Anatole', een naam die hij ter plekke bedacht. Preminger liet ontwerper Saul Bass speciaal geanimeerde titels ontwerpen, waarin een geanimeerde in het papier uitgesneden arm van drugsverslaafde te zien is.

## Censuur
Preminger had dezelfde problemen met de PCA als zijn voorganger Roberts. De PCA weigerde om de film goed te keuren als de verwijzingen naar drugs er niet werden uitgehaalden. De regisseur/producent besloot de film toen zonder de goedkeuring uit te brengen. United Artist die onder hun contract met Preminger uit kon als de PCA geen goedkeuring zou geven, bekeek de ruwe versie van de film. Ze waren zo onder de indruk dat ze Preminger steunden en besloten om zonder PCA goedkeuring de film te distribueren. Ze riskeerden daarmee niet alleen een financieel verlies (als de theaters de film zouden weigeren) maar ook een boete van 25.000 dollar van de PCA. Hoewel nooit is bekendgemaakt hoeveel The Man with the Golden Arm heeft gekost, wordt de totale kosten op een miljoen dollar geschat. Tot vreugde van Preminger en United Artists boekten veel theaters de film nog voor de PCA uitspraak had gedaan. Hoewel iedereen na deze reactie verwachtte dat de PCA de film toch zou goedkeuren, gebeurde dit niet. De film kwam dus uit zonder goedkeuring, waarop United Artists zich terugtrok uit de Motion Picture Association of America (MPAA) die de productiecode had opgesteld. De theaters trokken zich er niets van aan en huurden de film massaal in. De directeur van de MPAA Eric Johnston werd gedwongen te onderzoeken of de Hays Code nog wel functioneerde. In 1956 kwam een onderzoekscomité met de aanbeveling om de code aan te passen op het gebied van prostitutie, abortus, ontvoering en narcotica. Films met dergelijke onderwerpen werden voortaan niet langer automatisch in de ban gedaan. 

## Prijzen en nominaties
| Jaar | Prijs         | Categorie                 | Genomineerde(n)                  | Uitslag     |
| ---- | ------------- | ------------------------- | -------------------------------- | ----------- |
| 1955 | Oscars        | Beste mannelijke hoofdrol | Frank Sinatra                    | Genomineerd |
| 1955 | Oscars        | Beste originele muziek    | Elmer Bernstein                  | Genomineerd |
| 1955 | Oscars        | Beste productieontwerp    | Joseph C. Wright Darrell Silvera | Genomineerd |
| 1955 | Golden Globes | Beste mannelijke hoofdrol | Frank Sinatra                    | Genomineerd |